# 仁那
仁那（1966年—2005年5月27日）藏族，西藏日喀则人，中国登山家。

## 生平
1966年，仁那生于日喀则。1982年参加中国人民解放军。1984年11月，参加登山集训。此后，他先后登上了除迦舒布鲁姆Ⅰ峰之外的全部13座海拔8000米以上的高峰，以及几十座海拔6000到7000米的山峰。他曾经两次获得“体育运动荣誉奖章”，被誉为“中华民族英雄，全人类的勇士”。
2005年5月27日，仁那乘车进入巴基斯坦北部山区准备攀登迦舒布鲁姆Ⅰ峰时遇到滚石，经抢救无效而逝世。